# Henri Mouttet
Henri Mouttet (Delémont, 7 december 1883 - Bern, 9 maart 1975) was een Zwitsers politicus.
Henri Mouttet, afkomstig uit de Berner Jura, bezocht scholen in Delémont en Bazel. Na zijn eindexamen in 1902 studeerde hij van 1902 tot 1908 rechten in Bazel en Bern. Nog tijdens zijn studie was hij van 1906 tot 1908 gerechtsschrijver bij het hooggerechtshof van het kanton Bern. Na zijn promotie was hij van 1908 tot 1909 advocaat in Delémont en van 1909 tot 1912 was hij landsadvocaat van de Berner Jura. Van 1912 tot 1928 was hij opperrechter en van 1921 tot 1954 hoogleraar burgerlijk recht aan de Universiteit van Bern.
Henri Mouttet was politiek actief voor de Vrijzinnig Democratische Partij (FDP). Hij behoorde tot de vleugel van Bondsraadslid Karl Scheurer. Inzake de Jura-kwestie betoonde hij zich een tegenstander van een zelfstandig kanton Jura. Desondanks zette hij zich als lid van de Regeringsraad van het kanton Bern tijdens de crisisjaren in voor de financiële ondersteuning van de gemeenten in de Jura.
Henri Mouttet was van 1928 tot 1948 lid van de Regeringsraad van het kanton Bern. Hij beheerde achtereenvolgens van 1928 tot 1945 het departement Gemeente Zaken en Volksgezondheid en van 1945 tot 1948 het departement van Justitie. Van 1 juni 1932 tot 31 mei 1933 en van 1 juni 1944 tot 31 mei 1945 was hij voorzitter van de Regeringsraad (dat wil zeggen regeringsleider) van het kanton Bern.
Na de beëindiging van zijn politieke carrière in 1948 was hij president van de Berner handelsfirma Loeb AG.
Henri Moutter overleed op 91-jarige leeftijd.